# Гуан Дунпін
Гуан Дунпін (кит.: 黄东萍, нар. 20 січня 1995) — китайська бадмінтоністка, олімпійська чемпіонка 2020 року.

## Виступи на Олімпіадах
| Олімпіада  | Дисципліна             | Місце |
| ---------- | ---------------------- | ----- |
| Токіо 2020 | змішаний парний розряд | 1     |